# Штерн Борис Гедалійович
Бори́с Геда́лійович Штерн (Київ, 14 лютого 1947 — 6 листопада 1998) — український радянський та український письменник-фантаст. Писав російською мовою. Член Спілки письменників СРСР (1988). Найкращий письменник-фантаст Європи (1994).

## Біографія і творчість
Борис Штерн народився 14 лютого 1947 року у Києві. Працював у Сургуті та Нижньовартовську, після чого переїхав до Одеси, де прожив 17 років. Закінчив філологічний факультет Одеського Державного Університету.
У 1971 році надіслав свою першу повість Борису Стругацькому і отримав від нього схвальний відгук. Перше оповідання (гумореска «Психоз») було опубліковане у 1975 році. Твори маловідомого автора привернули увагу Бориса Хазанова і Штерн починає співробітництво з журналом «Хімія та життя». З 1976 року і до кінця 1980-х він надрукував кілька науково-фантастичних оповідань: «Фокусники» (1976), «Дім» (1980), «Чия планета?» (1980) та інші.
З початку 1990-х років Борис Штерн починає більше друкуватися. Розширюється його жанровий діапазон — він звертається до казок, сатири, соціальної та реалістичної прози. Одним з найвідоміших творів того часу є повість «Записки динозавра», а також продовження циклу оповідань про пригоди інспектора Бел Амора.
Виходять збірки Бориса Штерна «Хто там?», «Риба кохання» та інші. Видається роман «Ефіоп», який отримує премію Бориса Стругацького «Бронзовая Улитка». Однак у листопаді 1998 року він несподівано помирає. Останній роман про інспектора Бел Амора «Вперед, стайня!» вийшов вже після смерті автора.

## Премії
- 1987 «Велике Кільце», оповідання «рос. Производственный рассказ № 1»
- 1989 «Старт», премія фестивалю фантастики «Аеліта», за оповідання «рос. Чья планета?»
- 1994 «Найкращий письменник-фантаст Європи», премія «Єврокон» Європейського товариства наукової фантастики
- 1995 «Мандрівник» (рос. Странник), номінація «Мала форма», оповідання «рос. Кащей Бессмертный — поэт бесов. Из поэтических сказок Змея Горыныча»
- 1995 «Бронзовая Улитка», номінація «Мала форма», оповідання «рос. Кащей Бессмертный — поэт бесов. Из поэтических сказок Змея Горыныча»
- 1997 «Бронзовая Улитка», номінація «Середня форма», повість «рос. Да здравствует Нинель! Из археологических сказок Змея Горыныча»
- 1998 «Бронзовая Улитка», номінація «Велика форма», роман «рос. Эфиоп, или Последний из КГБ»
- 1998 «Мандрівник» (рос. Странник), номінація «Велика форма», роман «рос. Эфиоп, или Последний из КГБ»
- 1998 Паладін фантастики, премія фестивалю «Мандрівник», яку присуджують за досягнення усього життя. Нагороджений посмертно.

## Вибрані збірки та романи
- 1987 «Чья планета?»
- 1989 «Дом»
- 1991 «Рыба любви»
- 1993 «Сказки Змея Горыныча»
- 1994 «Приключения инспектора Бел Амора»
- 1995 «Записки динозавра»
- 1996 «Остров Змеиный»
- 1997 «Эфиоп, или Последний из КГБ»
- 2002 «Вперёд, конюшня!»